# Шостаковский, Вячеслав Николаевич
Вячеслав Николаевич Шостаковский (род. 23 октября 1937, Стемасы, Чувашская АССР) — советский и российский политический деятель, депутат Государственной Думы ФС РФ первого созыва (1993—1995).

## Биография
Окончил Львовский медицинский институт, кандидат философских наук, доктор исторических наук, профессор.
1986—1989 — ректор Московской высшей партийной школы; директор центра общественных знаний Международного фонда социально-экономических и политологических исследований (фонда Горбачёва);
В 1989 г. примкнул к движению сторонников «Демократической платформы в КПСС».
В ноябре 1990 г. стал одним из сопредседателей Республиканской партии РФ, был избран одним из сопредседателей партии, председателем Политсовета РПРФ.
В 1994 г. вышел из РПРФ и стал председателем оргкомитета партии «Демократическая Альтернатива», был избран её председателем в 1995 г.
С января 1995 г. — член бюро Федерального Совета Общественного объединения «Яблоко».

### Депутат Государственной думы
Республиканская партия Российской Федерации на своем IV съезде 15 октября 1993 года приняла решение о блокировании с Явлинским. В думе представляли 12 депутатов, 5 из которых — Григорий Бондарев и Валерий Горячев, а также трое из четырёх действовавших на тот момент сопредседателей партии — Вячеслав Шостаковский, Игорь Яковенко и Владимир Лысенко — были избраны депутатами от блока Явлинского.
Был членом Комитета по образованию, культуре и науке; председатель партии «Демократическая альтернатива».